# Georg Voß (Kunsthistoriker)

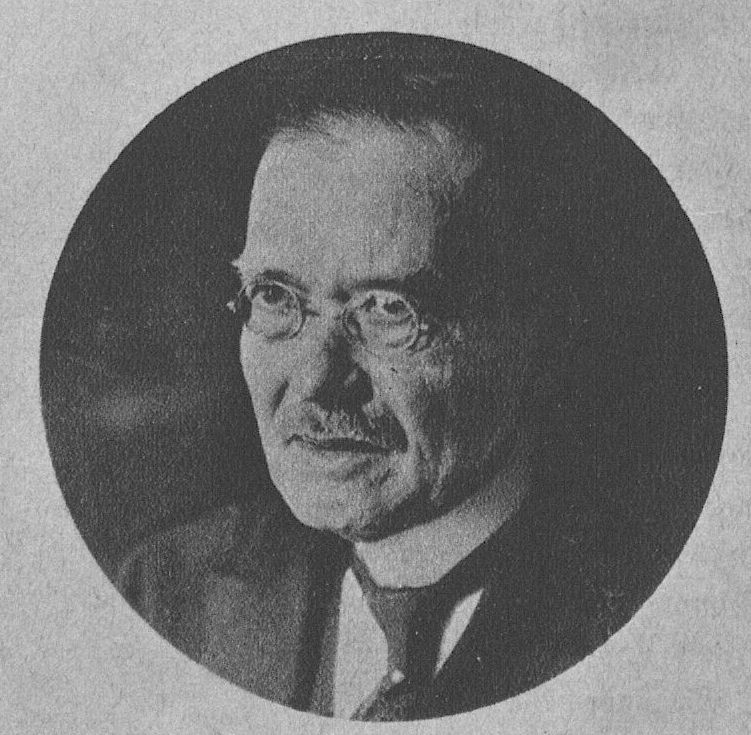
Georg Voß, um 1924

Georg Voß, meist Georg Voss, (* 5. September 1854 in Magdeburg; † 1932) war ein deutscher Kunsthistoriker und Denkmalpfleger. 

## Leben
Georg Voß studierte an den Universitäten Berlin und Wien Kunstgeschichte. Nach seiner Promotion begann er 1882 als Volontär bei den Königlichen Museen zu Berlin. 1885 habilitierte er sich an der Königlich Technischen Hochschule zu Berlin und lehrte dort als Privatdozent in der Abteilung Architektur (Geschichte der bildenden Künste im 19. Jahrhundert – Geschichte der deutschen Kunst) vom Wintersemester 1885/86 bis zum Wintersemester 1892/93 tätig. Zusätzlich hielt er Vorlesungen am Viktoria-Lyceum und an der Königlichen Kunstschule. Ab 1886 war er Kunstreferent der Berliner Nationalzeitung. 
Seit 1899 wirkte Voß als Konservator der Kunstdenkmäler Thüringens. Als Voß in den 1920er Jahren die Brandenburgischen Denkmäler inventarisierte, assistierte ihm der Student Hildebrand Gurlitt.
Am 16. Juni 1913 übergab Voß Kaiser Wilhelm II. im Namen des Vereins für die Geschichte Berlins eine geprägte Medaille anlässlich von dessen 25-jährigen Regierungsjubiläums. Von 1916 bis 1919 war Voß Erster Vorsitzende des Vereins. Voß war Mitglied vieler Vereine, u. a. der von Wilhelm von Bode 1887 gegründeten Kunstgeschichtlichen Gesellschaft und der Verbindung für historische Kunst.

## Ehrungen
- Fidicin-Medaille in Silber des Vereins für die Geschichte Berlins (1900)[6]

## Veröffentlichungen
- Die Entscheidung über die Entwürfe zum Kaiser Wilhelm-Denkmal, in: Die Kunst für alle, 5. Jahrgang, 1889–1890, München 1890, S. 56–58 (Digitalisat).
- mit Oscar Doering (Hrsg.): Meisterwerke der Kunst aus Sachsen und Thüringen. Gemälde, Skulpturen, Schnitzaltäre, Medaillen, Buchmalereien, Webereien, Stickereien, Edelschmiedekunst. Verlag Baensch, Magdeburg 1905 (Digitalisat).
- Der Soldatenkönig als Kunstmäzen, in: Schriftenreihe des Vereins für die Geschichte Berlins, Heft 50 (= Erforschtes und Erlebtes aus dem alten Berlin. Festschrift zum 50jährigen Jubiläum des Vereins für die Geschichte Berlins), Berlin 1917.
- mit Willy Hoppe und Friedrich Solger: Die Kunstdenkmäler des Kreises Königsberg (Neumark), Heft 1–5. 1927/1928.
- Diverse Künstlerbiografien in Jul. Meyers Allgemeines Künstlerlexikon, 1883–1885.
- Diverse Artikel, u. a. in Jahrbuch der Kgl. Preuss. Kunstsammlungen, Die Graphische Kunst,  Kunst für alle, Kunstchronik, Kunstgewerbeblatt, Blätter für Architektur und Kunstgewerbe, Nord und Süd, Münchner Allgemeine Zeitung und Kölnische Zeitung